# Лягте
Ля́гте (ест. Lähte alevik) — селище в Естонії, у волості Тарту повіту Тартумаа.

## Населення
Чисельність населення на 31 грудня 2011 року становила 492 особи.

## Географія
Через населений пункт проходить автошлях 39 (Тарту — Йиґева — Аравете). Від селища починаються дороги 22210 (Кирвекюла — Лягте) та 22220 (Лягте — Еліствере).